# 高橋直純
高橋 直純（たかはし なおずみ、1971年12月6日 - ）は、日本の男性シンガーソングライター、声優、俳優。岩手県胆沢郡金ケ崎町出身。T-promotion（事務所）、リアライズレコード（レコードレーベル）所属。

## 来歴
岩手県胆沢郡金ケ崎町に生まれる。祖母が民謡、両親が三味線奏者（全国大会優勝クラス）という環境で育ち、「3歳の頃から歌っていた」という。
中学時代はバレーボール部と吹奏楽部（パーカッション）を掛け持ちしていた。
高校卒業後に歌手になることを夢見て上京。寿司職人見習いやコンビニ店員などで生計を立てる一方で、アイドルユニット「レッドドルフィンズ」のメンバーとして、特技のローラースケートのイベントショー・Vシネマ・カラオケのバック映像への出演や、ライブバーでのミニライブなど、長い下積み期間を過ごす。
1990年代前半に「ラジオたんぱ」の番組に出演していたところ、別曜日の同番組を担当していた小森まなみと縁をもつ。その頃から小森の冠ラジオ番組『mamiのRADIかるコミュニケーション』の公開録音イベントにゲスト参加の機会を得て、ここが声優業界進出の足がかりとなる。
1996年、小森まなみとのユニット「AS-R（後にAsRに改称）」を結成。2001年に活動を停止するまで、小森の詞に曲をつけ、一緒に歌って踊る、という活躍を続ける。『mamiのRADIかるコミュニケーション』や『TV Game Radions』などにも、コーナー担当として出演する。同時に声優としてパソコンゲームなどに脇役で参加。1999年にテレビアニメ『神風怪盗ジャンヌ』の水無月大和役で、準レギュラーを獲得。
2000年、テレビアニメ『デジモンアドベンチャー02』のワームモン役でレギュラー出演。
2000年、プレイステーションゲーム『遙かなる時空の中で』に出演した際、キャラクターを担当する声優が一堂に会するイベントで歌とダンスを披露すると、容姿と共にそれが大いに受け、一回の公演で一気に人気に火がついた。これがきっかけで、本格的なソロ歌手デビューミニアルバム『〜kiss you〜』を発売することになる。
2007年11月1日、タワーズからドワンゴアーティストプロダクションに移籍。
2010年2月1日、ドワンゴアーティストプロダクションからT-promotionに移籍。
現在では自ら作詞、または作曲したCDの発売、それに伴うライブツアー、その模様を収録したDVDの発売、ゲームを中心とした声優としての活動や、舞台やドラマなどでの俳優としての活動など、幅広く手がけている。

## 人物
ファンクラブサイトの内容が充実しており、『直☆電光石火』というコンテンツでは、毎日ミニコメントを書いている。また、彼がサイトにアクセスしている時にログインすると通常と違う画像が見られる。ファンクラブサイトでの日記はブログのはしり、『電光石火』のシステムはツイッターの先取りとも言われている。
好きな料理はひっつみ。特技はローラースケート・インラインスケート。
2010年、念願だった猫を飼い始めた。猫種はマンチカンで、名前は「ちょろ」。
『mamiのRADIかるコミュニケーション』出演時代は下ネタの発言が多く、それが男性比率の高い同番組での人気確立に一役買ったが、『遙かなる時空の中で』出演後にはファンの男女比率が逆転した。
『TV Game Radions R』8時間耐久イベントの第1回目（りんくうパパラ）では、特技のローラーブレードを使って、東京都内から名古屋市内まで走り抜けた。そしてそのまま、前々日に名古屋で行われたプレイベントにも参加し、名古屋から大阪までは車で移動。イベント当日には、大阪市内からりんくうパパラの会場まで再び走破して、そのままイベントに出演した。
イラストをオフィシャルサイトなどで発表している。その多くはオリジナルキャラクターの“すね太”と格言めいた一言によって構成されている。
『h.NAOTO』、『gouk』とコラボレーションしている。
『遙かなる時空の中で2』で、宮田幸季・保志総一朗と共に「うしろ向きじれっ隊」を結成している。収録の時に三木眞一郎、井上和彦が3人の演じるキャラと本人達の性格から「お前達じれっ隊だな」と言ったところから始まった。イベントでは、3人で息の合ったダンスを見せる。また宮田は、高橋が入院した際に彼のラジオである高橋直純Trouble Makerのパーソナリティーの代理を務めた。保志は、互いのアルバムでコーラスとして参加したことがある。

## 出演
太字はメインキャラクター。

### テレビアニメ
1999年
- おジャ魔女どれみ（1999年 - 2002年、萩原たくろう、佐藤じゅん、おんぷのファンD、カメ、スタッフ） - 4シリーズ
- 神風怪盗ジャンヌ（水無月大和）
- 金田一少年の事件簿（1999年 - 2000年、青柳拓哉、八尾徹平、京谷雅彦、男の子C）

2000年
- ラグラッツ (幼児)
- デジモンアドベンチャー02（ワームモン、リーフモン、ミノモン、スティングモン、パイルドラモン、インペリアルドラモン、井ノ上万太郎、ユーリ、オペレーター）

2003年
- 明日のナージャ（フェルナンド）

2004年
- テニスの王子様（2004年 - 2024年、丸井ブン太） - 3シリーズ
- 遙かなる時空の中で-八葉抄-（イノリ）
- ふたりはプリキュア（美墨亮太）

2005年
- 金色のガッシュベル!!（モモン）
- 雪の女王（パーテル）

2006年
- デジモンセイバーズ（カメモン）
- ラブゲッCHU 〜ミラクル声優白書〜（真栄田アタリ）

2007年
- 遙かなる時空の中で3（2007年 - 2010年、ヒノエ） - 特別編2作品

2011年
- C（堀井一郎、若手議員）

2013年
- トリコ（2013年 - 2014年、仲梅、グル）

2016年
- スカーレッドライダーゼクス（デュセンバーグ）

2017年
- MARGINAL#4 KISSから創造るBig Bang（藍羽ルイ、長下部俊）
- ナンバカ（五浄流河）

2019年
- ACTORS -Songs Connection-（志戸穂）

2023年
- シルバニアファミリー フレアのゴー・フォー・ドリーム!（パトリック）

### 劇場アニメ
1999年
- 金田一少年の事件簿2 殺戮のディープブルー（倉田卓也）

2001年
- デジモンアドベンチャー02 ディアボロモンの逆襲（ワームモン）

2005年
- 劇場版 テニスの王子様 -二人のサムライThe First Game-（丸井ブン太）
- 劇場版 テニスの王子様 跡部からの贈り物 君に捧げるテニプリ祭り（丸井ブン太）

2006年
- 劇場版 遙かなる時空の中で 舞一夜（イノリ）

2011年
- 劇場版 テニスの王子様 英国式庭球城決戦!（丸井ブン太）

2020年
- デジモンアドベンチャー LAST EVOLUTION 絆（ワームモン）

2023年
- デジモンアドベンチャー02 THE BEGINNING（ワームモン）

### OVA
2002年
- 遙かなる時空の中で-紫陽花ゆめ語り-（イノリ）

2003年
- 遙かなる時空の中で2-白き龍の神子-（イサト）

2004年
- おジャ魔女どれみナ・イ・ショ（佐藤じゅん）

2005年
- グローランサーIV Return（クレヴァニール）（※ゲームソフト同梱）

2006年
- テニスの王子様 Original Video Animation 全国大会篇 （丸井ブン太）

2011年
- テニスの王子様Original Video Animation ANOTHER STORY II〜アノトキノボクラ（丸井ブン太）

2012年
- 新テニスの王子様 OVA5 男たちの絆 （丸井ブン太）

### ゲーム
1997年
- 愛があれば大丈夫（畑中真貴）

1998年
- アンシャントロマン -Power of Dark side-（カイ・オルフェアス）

1999年
- ランナバウト2

2000年
- 遙かなる時空の中で（イノリ）

2001年
- アイシア（高木学）
- デジモンテイマーズ バトルエボリューション（ワームモン）
- 遙かなる時空の中で2（イサト）
- ルナ・ウイング 〜時を越えた聖戦〜（レシオン）

2002年
- バトル封神（子牙）
- 封神演義2（子牙）

2003年
- 遙かなる時空の中で -盤上遊戯-（イノリ）

2004年
- スーパーロボット大戦GC（赤月秋水）
- ステラデウス（スフィーダ）
- テニスの王子様 2005 CRYSTAL DRIVE（丸井ブン太）
- テニスの王子様 RUSH & DREAM!（丸井ブン太）
- 遙かなる時空の中で3（ヒノエ）

2005年
- グローランサーIV Return（クレヴァニール）
- S.S.D.S. 〜刹那の英雄〜（新田和人）
- テニスの王子様 学園祭の王子様（丸井ブン太）
- 遙かなる時空の中で 〜八葉抄〜（イノリ）
- 遙かなる時空の中で3 十六夜記（ヒノエ）
- 星の降る刻（朝倉祐介）

2006年
- アラビアンズ・ロスト 〜The engagement on desert〜（ロベルト＝クロムウェル）
- スーパーロボット大戦XO（赤月秋水）
- テニスの王子様 ドキドキサバイバル 山麓のMystic（丸井ブン太）
- 転生八犬士封魔録（袴田遙平）
- 遙かなる時空の中で 〜舞一夜〜（イノリ）
- 遙かなる時空の中で3 運命の迷宮（ヒノエ）
- 龍刻 RYU-KOKU（水内ツカサ）

2007年
- テニスの王子様 CARD HUNTER（丸井ブン太）
- テニスの王子様 ドキドキサバイバル 海辺のSecret（丸井ブン太）
- リーズのアトリエ 〜オルドールの錬金術士〜（エレオール）

2008年
- 赤い糸 DS（神谷充（ミツ））
- 妖ノ宮（御舟幸之進）
- 12RIVEN -the Ψcliminal of integral-（伊野瀬オメガ）
- 遙かなる時空の中で 夢浮橋（イノリ、イサト、ヒノエ）
- 遙かなる時空の中で4（遠夜）

2009年
- テニスの王子様 ダブルスの王子様 GIRLS, BE GRACIOUS!（丸井ブン太）
- 遙かなる時空の中で 夢浮橋 Special（イノリ、イサト、ヒノエ）
- リーナのアトリエ 〜シュトラールの錬金術士〜（ジェラール・ドーチェ）

2010年
- スカーレッドライダーゼクス（デュセンバーグ）
- 夏空のモノローグ（加賀陽）

2011年
- 月華繚乱ROMANCE（鹿野敦盛）
- スカーレッドライダーゼクス -STARDUST LOVERS-（デュセンバーグ）
- 遙かなる時空の中で5（朱雀）

2012年
- スカーレッドライダーゼクスI + FD ポータブル（デュセンバーグ）

2013年
- ドットカレシ-We're 8bit Lovers!- III 〜やみのはなよめ〜（スライム）
- 夏空のモノローグ portable（加賀陽）

2014年
- アラビアンズ・ダウト〜The engagement on desert〜（ロベルト＝クロムウェル）
- ALICE＝ALICE（チェシャ猫）
- BAD MEDICINE（葛葉翔）
- MARGINAL＃4 IDOL OF SUPERNOVA（藍羽ルイ）

2015年
- スカーレッドライダーゼクス Rev.（デュセンバーグ）

2016年
- 一血卍傑-ONLINE-（ゴエモン）
- 逢魔が刻 〜かくりよの縁〜（宵宮）

2017年
- 遙かなる時空の中で3 Ultimate（ヒノエ）

2018年
- 遙かなる時空の中で Ultimate（イノリ）

### ドラマCD
- アラビアンズ・ロスト（ロベルト＝クロムウェル）
- ALICE=ALICE（チェシャ猫[27]）
- GPX -GRAND PRIX EXCEED-（椿恭也）
- エレメンタル ジェレイド ドラマCD版（クー〈クード・ヴァン・ジルエット〉）
- 王子と魔女と姫君と（小津魔姫）※花とゆめ 2011年4号付録
- オズと秘密の愛（シアン[28]）
- 月華繚乱ROMANCE ドラマCD 〜誰が小鳥を殺したか〜 黒橡の館（鹿野敦盛）
- 仕立屋工房 Artelier Collectionシリーズ（マクモ）
- ジャポニズム47（岩手）※特典CDに出演
- 新撰組黙秘録 勿忘草 第壱巻 (斎藤一)
- 新撰組血魂録 勿忘草 第七巻 (斎藤一)
- 新撰組比翼録 勿忘草 第壱巻（斎藤一[29]）
- Super Stylish Doctors Story（新田和人）
- Scared Rider Xechs サマー・モーション333（デュセンバーグ）
- Scared Rider Xechs PIECE OF XENON（デュセンバーグ）
- SEVENTH HEAVEN vol.3（イツキ[30]）
- 想望三國志（夏侯惇[31]）
- 天使禁猟区（ミカエル）
- 転生八犬士封魔録 〜新たなる影〜（袴田遥平）
- 夏空のモノローグ オリジナルドラマCD（加賀陽）
- BAD MEDICINE -INFECTIOUS TEACHERS-（葛葉翔[32]）
- 遙かなる時空の中でシリーズ（イノリ、イサト、ヒノエ、遠夜）
- バラエティドラマCD 大和彼氏 恋の天下は俺が獲る! 〜兵庫VS岩手編〜（遠野雪緒）
- 龍刻（水内ツカサ）
- MARGINAL#4 ドラマCD 星降る夜に、新たな誓いを（藍羽ルイ[33]）
- MARGINAL#4 ドラマCD 星降る夜の、スイートバレンタイン（藍羽ルイ[33]）
- ミッドナイトキョンシー 凛々

### 朗読CD
- 月刊男前図鑑シリーズ特別編 月刊光源氏図鑑 百合編 紅百合盤

### ラジオ
※はインターネット配信。
- AsR Radio Revolution（1998年 - 1999年、岩手放送）
- 小森まなみのPop'n!パジャマRV（1999年 - 2001年、東北放送）
- mamiのRADIかるコミュニケーション（東海ラジオ放送）
- TV Game Radions R（東海ラジオ放送）
- TV Game Radions Air Special Go! Go!（東海ラジオ放送）
- TV Game Radions V3（東海ラジオ放送）
- MAMI☆OMO Radio Caravan（NACK5）
- RADIOアニメロミックス（2003年 - 2004年、animelo mixチャンネル※）
- 高橋直純のトラ×ブルメーカー（2004年 - 、東北放送・岐阜放送・東海ラジオ放送、ニコニコ動画※）
- Animelo Nights（2005年）
- テニスの王子様 オン・ザ・レイディオ（2010年、文化放送）
- 新テニスの王子様 オン・ザ・レイディオ（2013年、文化放送）
- 元祖!なんわかラジオ（2009年 - 2014年、ポッドキャスト※）
- Rejet Presents　ダミーヘッドマイク妄想ラジオ　LOVE★BOMBER（2013年、音泉※・アニメイトTV※）[34]
- ラジオMARGINAL#4〜アトムとルイのらじふぉー〜（2017年、音泉※）[35]

### テレビ番組
※はインターネット配信。
- アニメ天国（2004年 - 2007年、テレビ埼玉）

### 映像商品
- Animelo Summer Live 2006 -OUTRIDE- II
- Animelo Summer Live 2007 Generation-A
- Animelo Summer Live 2010 -evolution- 8.28
- オトメイトパーティー 2015
- テニプリフェスタ2011 in 武道館、2013、2016 ～合戦～
- ライブビデオ ネオロマンス・フェスタ 遙か十年祭
- ライブビデオ ネオロマンス・ライブ ROCKET★PUNCHI! 4
- ネオロマンス 15th The Best 2800 ライブビデオ ネオロマンス・ライヴ 2003 Spring、Autumn、2004 Summer
- ネオロマンス 15th The Best 2800 ライブビデオ ネオロマンス・フェスタ 2 - 7
- ライブビデオ ネオロマンス・ライヴ～遙か祭 2005～、遙か祭2015
- ライブビデオ ネオロマンス・フェスタ～遙か祭2006～、～遙か祭2008～、遙か祭2016
- ライブビデオ ネオロマンス・ライヴ 2006 Autumn、2011 Autumn
- ライブビデオ ネオロマンス・アラモード4
- ライブビデオ ネオロマンス スターライト・クリスマス 2010、2011
- ライブビデオ ネオロマンス・フェスタ 遙か祭2011 ～初春時代絵巻～、～桜花恋模様～
- ネオロマンス・フェスタ 遙か祭 2012
- ライブビデオ JAPAN 乙女 Festival2
- ライブビデオ ネオロマンス・フェスタ 13
- ライブビデオ ネオロマンス 20th アニバーサリー、アニバーサリー・イヴ
- ライブ 遙かなる時空の中で うしろ向きじれっ隊ライヴ
- ライブビデオ 遙かなる時空の中で3 Ultimate 感謝祭
- ライブビデオ ネオロマンス・フェスタ 遙か“鬼”祭、遙か“八葉”祭
- Rejet Fes.2016 -ONLY ONE-

### 舞台
- 陣内の門〜1st ACT〜（2018年6月 - 7月）
- 伊賀の花嫁　その三「ズルい女」編（2019年2月）

### テレビドラマ
- 世にも奇妙な物語 春の特別編「ミッドナイトDJ」（1996年3月25日、ディスクジョッキー・田中）
- ネコナデ（2008年1月 - 3月、市村景虎[36]）
- 幼獣マメシバ（2009年1月 - 3月、市村景虎）
  - マメシバ一郎[注 1]（2011年10月 - 12月、市村景虎）
  - マメシバ一郎 フーテンの芝二郎（2012年10月 - 12月、市村景虎）
  - 幼獣マメシバ 望郷篇（2014年7月 - 9月、市村景虎）

### 映画
- エコエコアザラク -WIZARD OF DARKNESS-（1995年、水野隆行）
- 個人授業 THE PRIVATE PSYCHO LESSON（1996年）
- 幼獣マメシバ（2009年、市村景虎）
  - マメシバ一郎3D（2012年、市村景虎）
  - マメシバ一郎 フーテンの芝二郎（2013年、市村景虎）

### その他
- ウェブカレ（相葉駿）
- ミラクル☆トレイン（国際展示場正門）
- 大和彼氏（遠野雪緒）

## ディスコグラフィ

### シングル
|      | 発売日         | タイトル                                  | 規格品番                                                                                    | 最高位 |
| ---- | -------------- | ----------------------------------------- | ------------------------------------------------------------------------------------------- | ------ |
| 1st  | 2002年10月23日 | Rainy day／スカイライトの空               | KECH-9000                                                                                   | 43位   |
| 2nd  | 2003年7月23日  | 君に会えてよかった                        | KECH-1243                                                                                   | 32位   |
| 3rd  | 2004年4月21日  | Keep on Dancin'                           | REAL-1001                                                                                   | 46位   |
| 4th  | 2004年8月18日  | 愛しくて                                  | REAL-1002                                                                                   | 41位   |
| 5th  | 2005年11月26日 | hEAVEN                                    | REALM-4002/5002                                                                             | 圏外   |
| 6th  | 2006年3月24日  | OK!                                       | REALR-1004                                                                                  | 43位   |
| 7th  | 2006年8月9日   | 無敵なsmile                               | GNCA-7907                                                                                   | 35位   |
| 8th  | 2006年10月25日 | 明日の記憶                                | HMCH-2001                                                                                   | 31位   |
| 9th  | 2007年6月20日  | てのひら／君と…                           | REALR-1008                                                                                  | 33位   |
| 10th | 2007年7月18日  | PE∀CE                                     | REALR-1009                                                                                  | 40位   |
| 11th | 2008年2月6日   | 風になって／もしも…                       | REALR-1011                                                                                  | 44位   |
| 12th | 2008年9月24日  | パレット                                  | REALR-1012（初回限定盤） REALR-1013（通常盤）                                               | 18位   |
| 13th | 2009年2月25日  | タイムカプセル／歩いて帰ろう              | REALR-1014（初回限定盤） REALR-1015（通常盤）                                               | 16位   |
| 14th | 2010年2月10日  | 羅針盤                                    | DGRS-10001（初回限定盤） DGRS-10002（通常盤）                                               | 18位   |
| 15th | 2010年12月8日  | ゆめきぼ列車                              | DGRS-10005（初回限定盤） DGRS-10006（通常盤）                                               | 31位   |
| 16th | 2011年8月25日  | one on one                                | REALR-5001/B（初回限定盤） REALR-5001/B（通常盤）                                           | 46位   |
| 17th | 2013年2月8日   | カラクル ／スブタにパイナップル〜社会人編 | REALR-1017 （-市村景虎ジャケットバージョン-） REALR-1018 （-盛岡冷麺ジャケットバージョン-） | 45位   |
| 18th | 2014年9月17日  | ふうらいぼうきょう／望遠郷                | REALR-1021（ジャケットタイプA） REALR-1022（ジャケットタイプB）                             | 37位   |
| 19th | 2016年1月13日  | AXIS／GOBU/GOBU                           | REALR-1027（初回限定版） REALR-1023（通常版）                                               | 27位   |
| 20th | 2016年1月13日  | MOB／MayQ                                 | REALR-1028（初回限定版） REALR-1024（通常版）                                               | 28位   |
| 21st | 2016年1月13日  | TRICK／AGAIN                              | REALR-1029（初回限定版） REALR-1025（通常版）                                               | 29位   |
| 22nd | 2016年1月13日  | PON PON KING／BLUE                        | REALR-1030（初回限定版） REALR-1026（通常版）                                               | 26位   |

### アルバム

#### オリジナルアルバム
|      | 発売日         | タイトル         | 規格品番                                      | 最高位 |
| ---- | -------------- | ---------------- | --------------------------------------------- | ------ |
| 1st  | 2002年12月11日 | A to Z           | KECH-1224                                     | 86位   |
| 2nd  | 2004年5月26日  | INDICATE         | REALR-2001                                    | 60位   |
| 3rd  | 2006年6月2日   | ism              | REALR-2005                                    | 83位   |
| 4th  | 2007年11月28日 | one              | REALR-2007                                    | 49位   |
| 5th  | 2009年7月7日   | ColorS           | REALR-2008（初回限定盤） REALR-2009（通常盤） | 31位   |
| 6th  | 2010年8月18日  | infinity         | DGRA-10001                                    | 25位   |
| 7th  | 2011年9月28日  | MA-X             | DGRA-10003                                    | 49位   |
| 8th  | 2012年12月19日 | 〇十 PLUS+       | REALR-2014                                    | 65位   |
| 9th  | 2014年6月11日  | VOICE RENDEZVOUS | REALR-2016                                    | 34位   |
| 10th | 2017年2月22日  | JUICYS           | REALR-2017                                    | 56位   |
| 11th | 2018年7月18日  | amorous          | REALR-2018                                    |        |

#### ミニアルバム
|     | 発売日        | タイトル              | 規格品番   | 最高位 |
| --- | ------------- | --------------------- | ---------- | ------ |
| 1st | 2002年3月21日 | ～kiss you～          | KECH-1208  | 圏外   |
| 2nd | 2005年8月5日  | scene～残したい風景～ | REALR-2003 | 78位   |

#### ベストアルバム
|     | 発売日         | タイトル                                                  | 規格品番   | 最高位 |
| --- | -------------- | --------------------------------------------------------- | ---------- | ------ |
| 1st | 2012年10月10日 | Naozumi Takahashi 10 th Anniversary BEST『DECADE GOLD』   | REALR-2012 | 44位   |
| 2nd | 2012年10月10日 | Naozumi Takahashi 10 th Anniversary BEST『DECADE SILVER』 | REALR-2013 | 47位   |

### 配信楽曲
| 配信開始日   | タイトル   | タイアップ                    |
| ------------ | ---------- | ----------------------------- |
| 2012年2月1日 | 大切なキミ | 映画『マメシバ一郎 3D』主題歌 |

### タイアップ
| 楽曲                                 | タイアップ                                                       | 時期   |
| ------------------------------------ | ---------------------------------------------------------------- | ------ |
| Slowly but surely (『OK!』収録)      | 『早慶外語ゼミ』CMソング                                         | 2006年 |
| 無敵なsmile                          | テレビアニメ『無敵看板娘』エンディングテーマ                     | 2006年 |
| 明日の記憶                           | テレビアニメ『BLACK BLOOD BROTHERS』オープニングテーマ           | 2006年 |
| 風になって                           | テレビドラマ『ネコナデ』オープニングテーマ                       | 2008年 |
| もしも...                            | テレビドラマ『ネコナデ』エンディングテーマ                       | 2008年 |
| タイムカプセル                       | テレビドラマ『幼獣マメシバ』オープニングテーマ                   | 2009年 |
| 歩いて帰ろう                         | テレビドラマ『幼獣マメシバ』エンディングテーマ                   | 2009年 |
| まひるのほし (『ColorS』収録)        | 映画『ぼくはうみがみたくなりました』主題歌                       | 2009年 |
| 羅針盤                               | テレビ『磁石のケータイハンター』エンディングテーマ               | 2010年 |
| one on one                           | 映画『犬のおまわりさん てのひらワンコ3D』主題歌                  | 2011年 |
| おてんとさま (『MA-X』収録)          | テレビドラマ『マメシバ一郎』オープニングテーマ                   | 2011年 |
| ミエルミエル (『DECADE GOLD』収録)   | 三重テレビ『エムテレ(エムテレメッセ)』オープニングテーマ         | 2012年 |
| フーテンカイト (『〇十 PLUS＋』収録) | テレビドラマ『マメシバ一郎 フーテンの芝二郎』オープニングテーマ  | 2012年 |
| 決意のスイッチ (『〇十 PLUS＋』収録) | TBS系列『みのもんたの朝ズバッ!』2013年1月～3月エンディングテーマ | 2012年 |
| カラクル                             | 映画『マメシバ一郎 フーテンの芝二郎』主題歌                      | 2013年 |
| ふうらいぼうきょう                   | テレビドラマ『幼獣マメシバ 望郷篇』主題歌                        | 2014年 |
| 望遠郷                               | 映画『幼獣マメシバ 望郷篇』主題歌                                | 2014年 |

### 楽曲提供
- PURE（2003年11月27日、収録CD「SECOND IMPACT」）
- 還りの泉（2003年11月27日、収録CD「FURUSATO～桃源郷イーハトーヴの四季～」）

### 映像作品

#### LIVE DVD
| 枚   | 発売日         | タイトル | 規格品番                 |
| ---- | -------------- | --- | ------------------------ |
| 1st  | 2003年5月28日  | 高橋直純 A'LIVE 2003 AtoZ                                                                                               | KEBH-1034                |
| 1st  | 2003年5月28日  | 高橋直純 A'LIVE 2003 AtoZ Limited Edition                                                                               | KEBH-1035/6              |
| 2nd  | 2004年3月3日   | NAOZUMI TAKAHASHI A'LIVE 2003 YES! SUMMER×2                                                                             | REAL-3001/2              |
| 3rd  | 2004年11月5日  | Naozumi Takahashi A'LIVE 2004『INDICATE』 at SHIBUYA-AX on 2004.6.27.                                                   | REALR-3003               |
| 4th  | 2005年5月6日   | Naozumi Takahashi A'LIVE 2004『SUMMER WIND』 〜待たせてごめん。やっと会えたね!〜 Final Live Side at Nagoya Club Quattro | REALR-3005               |
| 5th  | 2005年5月6日   | Naozumi Takahashi A'LIVE 2004『SUMMER WIND』 〜待たせてごめん。やっと会えたね!〜 Document Side                          | REALR-3004               |
| 6th  | 2005年12月9日  | 7色のscene「Naozumi Takahashi A'LIVE 2005」 『scene TOUR』 2005.8.21-2005.9.4                                           | REALR-3006               |
| 7th  | 2006年4月28日  | Naozumi Takahashi A'LIVE 2005『HAPPY WINTER』at 大阪シアターBRAVA! on 2005.12.6.                                        | REALR-3008               |
| 8th  | 2006年12月8日  | Naozumi Takahashi A'LIVE 2006『OKism』                                                                                  | REALR-3009               |
| 9th  | 2007年5月30日  | Naozumi Takahashi A'LIVE 2006『smile moon』                                                                             | REALR-3011               |
| 10th | 2007年10月31日 | Naozumi Takahashi A'LIVE 2007『PE∀CE』                                                                                  | REALR-3012               |
| 11th | 2008年11月7日  | Naozumi Takahashi LIVE DVD『one+1』                                                                                     | REALR-3013               |
| 12th | 2009年5月27日  | Naozumi Takahashi A'LIVE 2008 『[12]』                                                                                  | REALR-3014               |
| 13th | 2010年3月10日  | Naozumi Takahashi A'LIVE 2009『ColorS』                                                                                 | DGRD-10001               |
| 14th | 2011年2月16日  | Naozumi Takahashi A'LIVE 2010『infinity』                                                                               | DGRD-10004/5             |
| 15th | 2012年4月6日   | Naozumi Takahashi A'LIVE 2011 MA-X at SHIBUYA-AX 2011.12.3                                                              | REALR-3015               |
| 16th | 2013年5月24日  | 10th Anniversary A'LIVE PLUS+DECADE                                                                                     | REALR-3017               |
| 17th | 2015年3月18日  | Naozumi Takahashi A’LIVE 2014 VOICE RENDEZVOUS TOUR-AXIS-                                                               | REALR-3018（初回限定版） |
| 17th | 2015年3月18日  | Naozumi Takahashi A’LIVE 2014 VOICE RENDEZVOUS TOUR-COMPLETION-                                                         | REALR-3019（完全版）     |
| 18th | 2016年6月22日  | Naozumi Takahashi A’LIVE 2016 MAGIC BOX TOUR@AKASAKA BLITZ 2016.3.3                                                     | REALR-3020               |
| 19th | 2017年12月6日  | Naozumi Takahashi A’LIVE 2017 POISON & STRAWBERRY TOUR @SHINJUKU BLAZE 2017.7.29                                        | REALR-3021               |
| 20th | 2018年12月26日 | Naozumi Takahashi A’LIVE 2018 amorous TOUR @SHINJUKU BLAZE 9.16                                                         | REALR-3022               |

#### PV集
| 枚  | 発売日        | タイトル                                                      | 規格品番   |
| --- | ------------- | ------------------------------------------------------------- | ---------- |
| 1st | 2007年3月21日 | Naozumi Takahashi 5th Anniversary PV Collection『君と・・・』 | REALR-3010 |
| 2nd | 2012年11月9日 | Naozumi Takahashi 10th Anniversary PV Collection2『DECADE』   | REALR-3016 |

### キャラクターソング
| 発売日   | 商品名                                                                  | 歌 | 楽曲                                                               | 備考                                                                |
| 2000年   | 2000年                                                                  | 2000年 | 2000年                                                             | 2000年                                                              |
| -------- | ----------------------------------------------------------------------- | --- | ------------------------------------------------------------------ | ------------------------------------------------------------------- |
| 8月23日  | デジモンアドベンチャー02ベスト・パートナー(12)一乗寺賢&ワームモン       | ワームモン（高橋直純） | 「君が夢見た未来,ボクが夢見た未来。」                              | テレビアニメ「デジモンアドベンチャー02」関連曲                      |
| 8月23日  | デジモンアドベンチャー02ベスト・パートナー(12)一乗寺賢&ワームモン       | 一乗寺賢（朴璐美）、ワームモン（高橋直純） | 「本当の強さ」                                                     | テレビアニメ「デジモンアドベンチャー02」関連曲                      |
| 2002年   |                                                                         | |                                                                    |                                                                     |
| 12月25日 | We Love DiGiMONMUSiC                                                    | 本宮大輔(木内レイコ)、ブイモン(野田順子)、火田伊織／アルマジモン(浦和めぐみ)、高石タケル(山本泰輔)、パタモン(松本美和)、一乗寺賢(朴璐美)、ワームモン（高橋直純） | 「ターゲット～赤い衝撃～」                                         | テレビアニメ「デジモンアドベンチャー02」関連曲                      |
| 2004年   |                                                                         | |                                                                    |                                                                     |
| 5月26日  | Super Stylish Doctors story「愛の解体新書」3                            | Dr.HAYAMI（速水奨）、新田和人（高橋直純） | 「刹那の英雄（あこがれ）」                                         | ドラマCD「Super Stylish Doctors Story」関連曲                       |
| 7月7日   | Super Stylish Doctors Songs Seven Vitamins                              | 新田和人（高橋直純） | 「glorydays」                                                      | S.S.D.S.シリーズ関連曲                                              |
| 2005年   |                                                                         | |                                                                    |                                                                     |
| 12月21日 | Super Stylish Doctors Songs2 Ten Supplements                            | 新田和人（高橋直純） | 「大好きで、大好きで、大好きで」                                   | S.S.D.S.シリーズ関連曲                                              |
| 12月21日 | Super Stylish Doctors Songs2 Ten Supplements                            | ミヒャエル・シューマイヤー（森川智之）、新田和人（高橋直純） | 「SKY-HIGH」                                                       | S.S.D.S.シリーズ関連曲                                              |
| 2010年   |                                                                         | |                                                                    |                                                                     |
| 4月21日  | 大切な人へ                                                              | 丸井ブン太（高橋直純） | 「大切な人へ」                                                     | テレビアニメ「新テニスの王子様」関連曲                              |
| 2012年   |                                                                         | |                                                                    |                                                                     |
| 4月20日  | だろい                                                                  | 丸井ブン太（高橋直純） | 「だろい」                                                         | テレビアニメ「新テニスの王子様」関連曲                              |
| 8月29日  | one two three it's all right！                                          | 丸井ブン太（高橋直純） | 「one two three it's all right！」                                 | テレビアニメ「新テニスの王子様」関連曲                              |
| 2013年   |                                                                         | |                                                                    |                                                                     |
| 2月13日  | MARGINAL#4 100万回の愛革命(REVOLUTION)！                                | MARGINAL#4 | 「100万回の愛革命(REVOLUTION)！」 「超(SUPER)弾丸ラヴァー」        | 『MARGINAL#4』関連曲                                                |
| 2月13日  | MARGINAL#4 100万回の愛革命(REVOLUTION)！                                | 桐原アトム（増田俊樹）、藍羽ルイ（高橋直純） | 「妄想遊戯者(DREAMER)」                                            | 『MARGINAL#4』関連曲                                                |
| 4月24日  | Side-by-Side                                                            | 丸井ブン太（高橋直純）&木手永四郎（新垣樽助） | 「Side-by-Side」                                                   | テレビアニメ「新テニスの王子様」関連曲                              |
| 8月14日  | MARGINAL#4 LOVE★SAVIOR                                                  | MARGINAL#4 | 「LOVE★SAVIOR」 「We’re EGOISTIC STAR」                            | 『MARGINAL#4』関連曲                                                |
| 8月14日  | MARGINAL#4 LOVE★SAVIOR                                                  | 桐原アトム（増田俊樹）、藍羽ルイ（高橋直純） | 「永遠夢中KISS」                                                   | 『MARGINAL#4』関連曲                                                |
| 11月27日 | MARGINAL#4 MASQUERADE                                                   | MARGINAL#4 | 「MASQUERADE」 「OVER THE RAINBOW」                                | 『MARGINAL#4』関連曲                                                |
| 11月27日 | MARGINAL#4 MASQUERADE                                                   | 桐原アトム（増田俊樹）、藍羽ルイ（高橋直純） | 「O/Z」                                                            | 『MARGINAL#4』関連曲                                                |
| 2014年   |                                                                         | |                                                                    |                                                                     |
| 4月23日  | MARGINAL#4 THE BEST「STAR CLUSTER」                                     | MARGINAL#4 | 「STAR SYMPHONY#4」 「もう涙を隠さないで」                         | 『MARGINAL#4』関連曲                                                |
| 7月16日  | MARGINAL#4 CHU CHU LUV♥SCANDAL                                          | MARGINAL#4 | 「CHU CHU LUV♥SCANDAL」 「愛パラドックス」                         | 『MARGINAL#4』関連曲                                                |
| 7月16日  | MARGINAL#4 CHU CHU LUV♥SCANDAL                                          | 藍羽ルイ（高橋直純）、野村アール（鈴木裕斗） | 「HURRICANE X」                                                    | 『MARGINAL#4』関連曲                                                |
| 9月10日  | MARGINAL#4 熱愛(REDHOT)SAGA                                             | MARGINAL#4 | 「熱愛(REDHOT)SAGA」 「MyFirstLove」                               | 『MARGINAL#4』関連曲                                                |
| 9月10日  | MARGINAL#4 熱愛(REDHOT)SAGA                                             | 桐原アトム（増田俊樹）、藍羽ルイ（高橋直純） | 「SUPERNOVA-I’m HEADLINER!!!!-」                                   | 『MARGINAL#4』関連曲                                                |
| 12月17日 | MARGINAL#4 BINGO!!!!                                                    | MARGINAL#4 | 「BINGO!!!!」 「Missing You(2014)」                                | 『MARGINAL#4』関連曲                                                |
| 12月17日 | MARGINAL#4 BINGO!!!!                                                    | 藍羽ルイ（高橋直純）、野村エル（KENN） | 「純白い恋人」                                                     | 『MARGINAL#4』関連曲                                                |
| 2015年   |                                                                         | |                                                                    |                                                                     |
| 4月8日   | MARGINAL#4 THE BEST「STAR CLUSTER 2」                                   | MARGINAL#4 | 「恋のAKQJ10!(ロイヤルフラッシュ)」 「Rock★Scissors★Paper Go!!!!」 | 『MARGINAL#4』関連曲                                                |
| 4月22日  | 音頭だろい？                                                            | 丸井ブン太（'高橋直純） | 「音頭だろい？」                                                   | テレビアニメ「新テニスの王子様」関連曲                              |
| 7月15日  | MARGINAL#4 UFO                                                          | MARGINAL#4 | 「UFO」 「星祭り～ラララのまーじなる音頭～」                       | 『MARGINAL#4』関連曲                                                |
| 7月15日  | MARGINAL#4 UFO                                                          | 桐原アトム（増田俊樹）、藍羽ルイ（高橋直純） | 「ハニー♥ポット」                                                  | 『MARGINAL#4』関連曲                                                |
| 11月11日 | MARGINAL#4 Yo-Ho!!                                                      | MARGINAL#4 | 「Yo-Ho!!」 「MIRACLE WORLD」                                      | 『MARGINAL#4』関連曲                                                |
| 11月11日 | MARGINAL#4 Yo-Ho!!                                                      | 藍羽ルイ（高橋直純）、野村アール（鈴木裕斗） | 「もぅまんたい」                                                   | 『MARGINAL#4』関連曲                                                |
| 2016年   |                                                                         | |                                                                    |                                                                     |
| 3月9日   | MARGINAL#4 IV(for) AILE                                                 | MARGINAL#4 | 「IV(for)AILE」 「愛♥相感図」                                      | 『MARGINAL#4』関連曲                                                |
| 3月9日   | MARGINAL#4 IV(for) AILE                                                 | 藍羽ルイ（高橋直純）、野村エル（KENN） | 「To Be Loved」                                                    | 『MARGINAL#4』関連曲                                                |
| 5月11日  | NEBULAS 1stシングル 星だけが知る                                        | NEBULAS | 「星だけが知る」 「POLYHEDRON -Stay Foolish Night-」               | 『MARGINAL#4』関連曲                                                |
| 6月22日  | MARGINAL#4 THE BEST「STAR CLUSTER 3」                                   | MARGINAL#4 | 「ギラギラSpider」 「Rebirth」                                     | 『MARGINAL#4』関連曲                                                |
| 6月22日  | 『UNIMATE』&『Lagjuliet 2』&『STAR CLUSTER 3』同時購入特典CD            | ピタゴラス★オールスター | 「奇跡の星座（Sign）」                                             | 『MARGINAL#4』関連曲                                                |
| 8月10日  | NEBULAS 2ndシングル カナリヤ                                            | NEBULAS | 「カナリヤ」 「Ing…」                                              | 『MARGINAL#4』関連曲                                                |
| 2017年   |                                                                         | |                                                                    |                                                                     |
| 1月18日  | WeMe!!!!                                                                | MARGINAL#4 | 「WeMe!!!!」                                                       | テレビアニメ『MARGINAL#4 KISSから創造るBig Bang』オープニングテーマ |
| 2月1日   | 忍-Just A 絶頂(HEAVEN)-/Melty♥Love♥Cooking-」                           | MARGINAL#4 | 「忍-Just A 絶頂(HEAVEN)-」                                        | テレビアニメ『MARGINAL#4 KISSから創造るBig Bang』エンディングテーマ |
| 3月15日  | HOT★SCRAMBLE/カラフル                                                   | 桐原アトム（増田俊樹）、藍羽ルイ（高橋直純） | 「HOT★SCRAMBLE」                                                   | テレビアニメ『MARGINAL#4 KISSから創造るBig Bang』エンディングテーマ |
| 3月29日  | 魂のノンストップラヴァー/絆-KIZUNA-                                     | MARGINAL#4 | 「絆-KIZUNA-」                                                     | テレビアニメ『MARGINAL#4 KISSから創造るBig Bang』エンディングテーマ |
| 4月5日   | KISSから創造るBig Bang                                                  | ピタゴラス★オールスター | 「KISSから創造るBig Bang」                                         | テレビアニメ『MARGINAL#4 KISSから創造るBig Bang』エンディングテーマ |
| 6月7日   | Choooose One                                                            | MARGINAL#4 | 「Choooose One」                                                   | ゲーム『MARGINAL#4 ROAD TO GALAXY』主題歌                           |
| 6月7日   | Choooose One                                                            | MARGINAL#4 | 「ピエロ」                                                         | ゲーム『MARGINAL#4 ROAD TO GALAXY』エンディングテーマ               |
| 6月21日  | ピタゴラスプロダクション SHUFFLE BEST                                   | NEBULAS | 「蒼の月」                                                         | 『MARGINAL#4』関連曲                                                |
| 9月27日  | 「MARGINAL#4 KISSから創造るBig Bang」BEST                               | MARGINAL#4 | 「Orbit」                                                          | テレビアニメ『MARGINAL#4 KISSから創造るBig Bang』関連曲             |
| 10月27日 | ピタゴラス スペクタクルツアー ライブ Vol. 3 「DOGGY BLACK」             | 藍羽ルイ(高橋直純)、野村アール(鈴木裕斗)、 新堂ツバサ(蒼井翔太)                                                                                                  | 「ウラギリLIP」 「運命(ファタリテ)」                               | 『MARGINAL#4』関連曲                                                |
| 2018年   |                                                                         | |                                                                    |                                                                     |
| 7月25日  | MARGINAL#4 GiVeMe                                                       | MARGINAL#4 | 「GiVeMe」 「光」                                                  | 『MARGINAL#4』関連曲                                                |
| 12月19日 | ピタゴラスプロダクション GALACTI9★SONGシリーズ #3「ターミガン」藍羽ルイ | 藍羽ルイ（高橋直純） | 「ターミガン」 「パルコ（Rui Ver.）」                              | 『MARGINAL#4』関連曲                                                |
| 2020年   |                                                                         | |                                                                    |                                                                     |
| 1月29日  | バレンタイン・キッス                                                    | 丸井ブン太（高橋直純）with 立海大附属中 | 「バレンタイン・キッス」                                           | テレビアニメ「テニスの王子様」関連曲                                |
| 3月25日  | ピタゴラスインフィニティソロベスト”M”(4+2+3=9)∞                         | MARGINAL#4 | 「スパークリング」                                                 | 『MARGINAL#4』関連曲                                                |
| 6月19日  | ピタゴラスプロダクション ONE DREAM 2020 3rd 「サジタリウス」            | NEBULAS | 「サジタリウス」                                                   | 『MARGINAL#4』関連曲                                                |
| 8月7日   | ピタゴラスプロダクション ONE DREAM 2020 4th「リトルジャーニー」         | NEBULAS | 「リトルジャーニー」                                               | 『MARGINAL#4』関連曲                                                |
| 2021年   |                                                                         | |                                                                    |                                                                     |
| 8月1日   | デジモンアドベンチャー02 ベストパートナー「絆」②一乗寺 賢&ワームモン    | ワームモン（高橋直純） | 「can change it!」                                                 | 劇場アニメ『デジモンアドベンチャーLAST EVOLUTION 絆』関連曲         |
| 8月1日   | デジモンアドベンチャー02 ベストパートナー「絆」②一乗寺 賢&ワームモン    | 一乗寺賢（ランズベリー・アーサー）、ワームモン（高橋直純） | 「フォーエバーアドレセンス」                                       | 劇場アニメ『デジモンアドベンチャーLAST EVOLUTION 絆』関連曲         |

## 書籍
- 写真集「A'LIVE」（2003年、コーエー）
- 写真集「scene 〜残したい風景〜」（2005年、音楽専科社）
- ツアードキュメントブック「smile moon」（2007年、ソニー・マガジンズ）
- 写真集「one」（2007年、音楽専科社）
- 旅リポート＆写真集「直行直帰」（2009年、ソニー・マガジンズ）
- 坂道石段石畳物語（2010年、音楽専科社）
- 直純十年記（2012年、音楽専科社）
- 音楽専科社通信販売限定版「VOICE RENDEZVOUS ♮NATURAL♮」（2014年、音楽専科社）
- アニメイト限定版「VOICE RENDEZVOUS ＃ARTIFICIAL♭」（2014年、音楽専科社）
- 店頭販売版、通信販売版「Naozumi Takahashi A'LIVE 2016 MAGIC BOX TOURドキュメンタリーブック」（2016年、音楽専科社）

### 雑誌連載
- ARENA37℃（2008年6月号 - 2010年4月号、音楽専科社）